# أوكوتة سدوية
الأوكوتة السدوية (الاسم العلمي:Ocotea staminoides) هي نوع غير مؤكد  من النباتات تتبع جنس الأوكوتة من الفصيلة الغارية.